# بيتر بالا
بيتر بالا (مواليد 13 يونيو 1974) هو ملاكم سلوفاكي، مثّل بلاده في الألعاب الأولمبية الصيفية 1996.

## روابط خارجية
بيتر بالا على موقع أوليمبيديا (الإنجليزية)